# Vuelta a Austria 2014
La Vuelta a Austria 2014 se disputó entre el 6 y el 13 de julio. La carrera como fue habitual contó con 8 etapas, comenzando en Tulln y finalizando en Neusiedler tras recorrer 1.093,7 km. De las 8 etapas, una fue contrarreloj y tres culminarán en alto, la 1ª en Sonntagberg, la 2ª en Kitzbüheler Horn (de categoría especial) y la 3ª en Villach-Dobratsch. Las dos últimas etapas fueron iguales que en la edición anterior.
La carrera formó parte del UCI Europe Tour 2013-2014, dentro de la categoría 2.HC (máxima categoría de estos circuitos).
El ganador final fue Peter Kennaugh (quien además se hizo con una etapa y la clasificación por puntos). Le acompañaron en el podio Javier Moreno y Damiano Caruso, respectivamente.
En las otras clasificaciones secundarias se impusieron Maxim Belkov (montaña), Patrick Konrad (jóvenes) y Movistar (equipos).

## Equipos participantes
Tomaron parte en la carrera 19 equipos: 10 de categoría UCI ProTeam, 3 de categoría Profesional Continental; y los 6 austriacos de categoría Continental. Formando así un pelotón de 151 ciclistas, con 8 ciclistas cada equipo (excepto el Tinkoff-Saxo que salió con 7), de los que acabaron 124. Los equipos participantes fueron:
| Equipo                        | Cód. UCI | Categoría               |
| ----------------------------- | -------- | ----------------------- |
| Trek Factory Racing           | TFR      | UCI ProTeam             |
| Movistar Team                 | MOV      | UCI ProTeam             |
| Tinkoff-Saxo                  | TST      | UCI ProTeam             |
| Team Katusha                  | KAT      | UCI ProTeam             |
| BMC Racing Team               | BMC      | UCI ProTeam             |
| Team Sky                      | SKY      | UCI ProTeam             |
| Garmin Sharp                  | GRS      | UCI ProTeam             |
| Astana Pro Team               | AST      | UCI ProTeam             |
| Lotto Belisol                 | LTB      | UCI ProTeam             |
| Cannondale                    | CAN      | UCI ProTeam             |
| Cofidis, Solutions Crédits    | COF      | Profesional Continental |
| Wanty-Groupe Gobert           | WGG      | Profesional Continental |
| Bardiani CSF                  | BAR      | Profesional Continental |
| Tirol Cycling Team            | TIR      | Continental             |
| Team Gourmetfein Simplon Wels | RSW      | Continental             |
| Amplatz-BMC                   | AMP      | Continental             |
| Team Vorarlberg               | VBG      | Continental             |
| Gebrüder Weiss-Oberndorfer    | GWO      | Continental             |
| WSA-Greenlife                 | WSA      | Continental             |

## Etapas
| Etapa | Fecha       | Recorrido                                          | km         | Ganador            | Líder          |
| 1ª    | 6 de julio  | Tulln-Sonntagberg                                  | 182        | Peter Kennaugh     | Peter Kennaugh |
| 2ª    | 7 de julio  | Waidhofen/Ybbs -Bad Ischl                          | 180,9      | Oscar Gatto        | Peter Kennaugh |
| 3ª    | 8 de julio  | Bad Ischl-Kitzbüheler Horn                         | 206        | Dayer Quintana     | Peter Kennaugh |
| 4ª    | 9 de julio  | Kitzbühel-Matrei/Osttirol                          | 171,9      | Oscar Gatto        | Peter Kennaugh |
| 5ª    | 10 de julio | Matrei/Osttirol-Sankt Johann im Pongau/Alpendorf   | 146,4      | Jesse Sergent      | Peter Kennaugh |
| 6ª    | 11 de julio | Sankt Johann im Pongau/Alpendorf-Villach-Dobratsch | 182,4      | Evgeni Petrov      | Peter Kennaugh |
| 7ª    | 12 de julio | Podersdorf am See-Podersdorf am See                | 24,1 (CRI) | Kristof Vandewalle | Peter Kennaugh |
| 8ª    | 13 de julio | Podersdorf am See-Viena                            | 122,8      | Marco Haller       | Peter Kennaugh |

## Clasificaciones finales

### Clasificación general
| Posición | Ciclista       | Equipo                     | Tiempo           |
| -------- | -------------- | -------------------------- | ---------------- |
|          | Peter Kennaugh | Sky                        | 29 h 45 min 40 s |
| 2º       | Javier Moreno  | Movistar                   | a 1 min 03 s     |
| 3º       | Damiano Caruso | Cannondale                 | a 1 min 42 s     |
| 4º       | Patrick Konrad | Gourmetfein Simplon Wels   | a 2 min 50 s     |
| 5º       | Riccardo Zoidl | Trek Factory Racing        | a 2 min 52 s     |
| 6º       | Jérôme Coppel  | Cofidis, Solutions Crédits | a 3 min 03 s     |
| 7º       | Oliver Zaugg   | Tinkoff-Saxo               | a 3 min 07 s     |
| 8º       | Jure Golčer    | Gourmetfein Simplon Wels   | a 3 min 47 s     |
| 9º       | Dayer Quintana | Movistar                   | a 4 min 14 s     |
| 10º      | Thomas Degand  | Wanty-Groupe Gobert        | a 4 min 15 s     |

### Clasificación de la montaña
| Posición | Ciclista       | Equipo   | Puntos |
| -------- | -------------- | -------- | ------ |
|          | Maxim Belkov   | Katusha  | 37     |
| 2º       | Dayer Quintana | Movistar | 23     |
| 3º       | Peter Kennaugh | Sky      | 22     |

### Clasificación por puntos
| Posición | Ciclista       | Equipo     | Puntos |
| -------- | -------------- | ---------- | ------ |
|          | Peter Kennaugh | Sky        | 42     |
| 2º       | Damiano Caruso | Cannondale | 39     |
| 3º       | Marco Haller   | Katusha    | 35     |

### Clasificación de los jóvenes
| Posición | Ciclista       | Equipo                   | Tiempo           |
| -------- | -------------- | ------------------------ | ---------------- |
|          | Patrick Konrad | Gourmetfein Simplon Wels | 29 h 48 min 30 s |
| 2º       | Dayer Quintana | Movistar                 | a 1 min 24 s     |
| 3º       | Bob Jungels    | Trek Factory Racing      | a 4 min 16 s     |

### Clasificación por equipos
| Posición | Equipo                     | Tiempo          |
| -------- | -------------------------- | --------------- |
|          | Movistar                   | 89 h 23 min 3 s |
| 2º       | Tinkoff-Saxo               | a 5 min 49 s    |
| 3º       | Gourmetfein Simplon Wels   | a 7 min 16 s    |
| 4º       | Cofidis, Solutions Crédits | a 8 min 39 s    |
| 5º       | Wanty-Groupe Gobert        | a 18 min 21 s   |

## Evolución de las clasificaciones
| Etapa (Vencedor)                    | Clasificación general | Clasificación de la montaña | Clasificación por puntos | Clasificación de los jóvenes | Clasificación por equipos |
| ----------------------------------- | --------------------- | --------------------------- | ------------------------ | ---------------------------- | ------------------------- |
| 1ª etapa (Peter Kennaugh)           | Peter Kennaugh        | Maxim Belkov                | Peter Kennaugh           | Patrick Konrad               | Gourmetfein Simplon Wels  |
| 2ª etapa (Oscar Gatto)              | Peter Kennaugh        | Maxim Belkov                | Peter Kennaugh           | Patrick Konrad               | Gourmetfein Simplon Wels  |
| 3ª etapa (Dayer Quintana)           | Peter Kennaugh        | Maxim Belkov                | Peter Kennaugh           | Patrick Konrad               | Movistar                  |
| 4ª etapa (Oscar Gatto)              | Peter Kennaugh        | Maxim Belkov                | Oscar Gatto              | Patrick Konrad               | Movistar                  |
| 5ª etapa (Jesse Sergent)            | Peter Kennaugh        | Maxim Belkov                | Peter Kennaugh           | Patrick Konrad               | Movistar                  |
| 6ª etapa (Evgeni Petrov)            | Peter Kennaugh        | Maxim Belkov                | Peter Kennaugh           | Patrick Konrad               | Movistar                  |
| 7ª etapa (CRI) (Kristof Vandewalle) | Peter Kennaugh        | Maxim Belkov                | Peter Kennaugh           | Patrick Konrad               | Movistar                  |
| 8ª etapa (Marco Haller)             | Peter Kennaugh        | Maxim Belkov                | Peter Kennaugh           | Patrick Konrad               | Movistar                  |
| Final                               | Peter Kennaugh        | Peter Kennaugh              | Maxim Belkov             | Patrick Konrad               | Movistar                  |